# Абдуллаєв Намік Ядулла-огли
Намік Ядулла-огли Абдуллаєв (азерб. Namiq Yadulla oğlu Abdullayev; нар. 4 січня 1971, Баку) — азербайджанський борець вільного стилю, триразовий срібний та бронзовий призер чемпіонатів світу, переможець, дворазовий срібний та бронзовий призер чемпіонатів Європи, чемпіон та срібний призер Олімпійських ігор. Майстер спорту СРСР міжнародного класу, заслужений майстер спорту Азербайджану, заслужений тренер Азербайджану. Заслужений діяч фізичної культури і спорту Азербайджану.

## Біографія

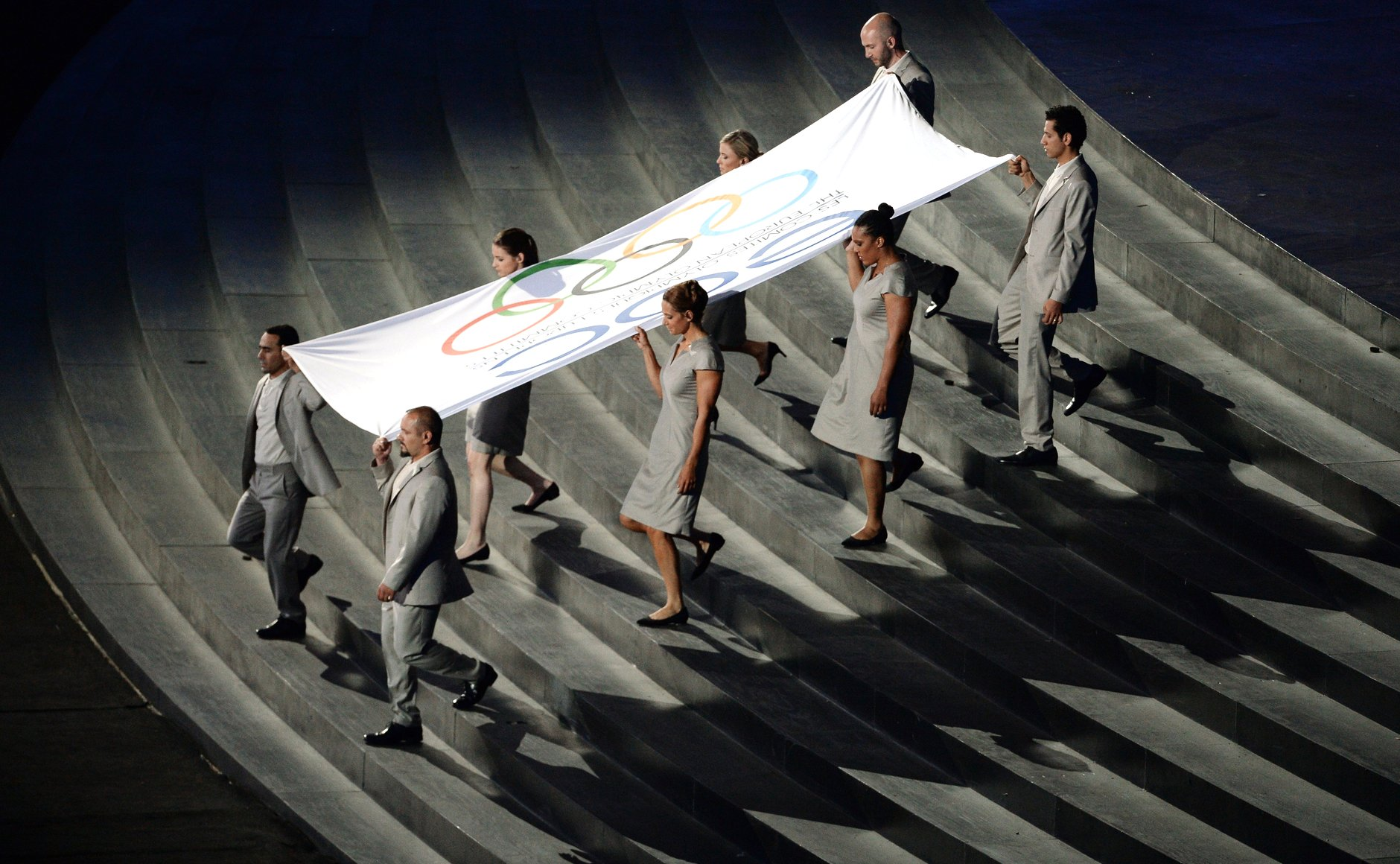
Намік Абдуллаєв виносить прапор Європейського олімпійського комітету на відкритті перших Європейських ігор в Баку 12 червня 2015 року

Боротьбою почав займатися з 1983 року у спортивному клубі «Нефтчі» Баку під керівництвом тренера Вагіда Мамедова. Чемпіон СНД 1992 року, володар Кубка СРСР, переможець Кубка світу 1990 у складі молодіжної збірної СРСР, чемпіон СРСР серед молоді 1991 року. Виступав за борцівський клуб «Нефтчі-Петрол» та «Динамо» з Баку.
У 1992 році закінчив інститут фізичної культури, а в 2004 році — юридичний факультет Бакинського державного університету.
З 2009 року — віце-президент Федерації боротьби Азербайджану.

## Родина
Брат азербайджанського борця вільного стилю, чемпіона світу Аріфа Абдуллаєва.

## Спортивні результати на міжнародних змаганнях

### Виступи на Олімпіадах
| Змагання                                   | Збірна      | Вагова категорія          | Місце  |
| ------------------------------------------ | ----------- | ------------------------- | ------ |
| Боротьба на літніх Олімпійських іграх 1996 | Азербайджан | вільна боротьба, до 52 кг | Срібло |
| Боротьба на літніх Олімпійських іграх 2000 | Азербайджан | вільна боротьба, до 54 кг | Золото |
| Боротьба на літніх Олімпійських іграх 2004 | Азербайджан | вільна боротьба, до 55 кг | 14     |

### Виступи на Чемпіонатах світу
| Змагання                        | Збірна      | Вагова категорія          | Місце  |
| ------------------------------- | ----------- | ------------------------- | ------ |
| Чемпіонат світу з боротьби 1994 | Азербайджан | вільна боротьба, до 52 кг | Срібло |
| Чемпіонат світу з боротьби 1995 | Азербайджан | вільна боротьба, до 52 кг | 4      |
| Чемпіонат світу з боротьби 1997 | Азербайджан | вільна боротьба, до 54 кг | 8      |
| Чемпіонат світу з боротьби 1998 | Азербайджан | вільна боротьба, до 54 кг | Срібло |
| Чемпіонат світу з боротьби 1999 | Азербайджан | вільна боротьба, до 54 кг | 28     |
| Чемпіонат світу з боротьби 2002 | Азербайджан | вільна боротьба, до 55 кг | Срібло |
| Чемпіонат світу з боротьби 2003 | Азербайджан | вільна боротьба, до 55 кг | 28     |
| Чемпіонат світу з боротьби 2005 | Азербайджан | вільна боротьба, до 55 кг | 5      |
| Чемпіонат світу з боротьби 2006 | Азербайджан | вільна боротьба, до 55 кг | Бронза |
| Чемпіонат світу з боротьби 2007 | Азербайджан | вільна боротьба, до 55 кг | 15     |

### Виступи на Чемпіонатах Європи
| Змагання                         | Збірна      | Вагова категорія          | Місце  |
| -------------------------------- | ----------- | ------------------------- | ------ |
| Чемпіонат Європи з боротьби 1994 | Азербайджан | вільна боротьба, до 52 кг | Золото |
| Чемпіонат Європи з боротьби 1995 | Азербайджан | вільна боротьба, до 52 кг | Золото |
| Чемпіонат Європи з боротьби 1996 | Азербайджан | вільна боротьба, до 52 кг | Бронза |
| Чемпіонат Європи з боротьби 1997 | Азербайджан | вільна боротьба, до 54 кг | Срібло |
| Чемпіонат Європи з боротьби 1998 | Азербайджан | вільна боротьба, до 54 кг | 10     |
| Чемпіонат Європи з боротьби 1999 | Азербайджан | вільна боротьба, до 54 кг | 13     |
| Чемпіонат Європи з боротьби 2003 | Азербайджан | вільна боротьба, до 55 кг | Золото |
| Чемпіонат Європи з боротьби 2006 | Азербайджан | вільна боротьба, до 55 кг | Срібло |

### Виступи на Кубках світу
| Змагання                    | Збірна      | Вагова категорія          | Місце |
| --------------------------- | ----------- | ------------------------- | ----- |
| Кубок світу з боротьби 2004 | Азербайджан | вільна боротьба, до 55 кг |       |

### Виступи на інших змаганнях
| Змагання                                                         | Збірна      | Вагова категорія          | Місце  |
| ---------------------------------------------------------------- | ----------- | ------------------------- | ------ |
| Всесвітні ігри військовослужбовців 1995                          | Азербайджан | вільна боротьба, до 52 кг | Срібло |
| Олімпійський кваліфікаційний турнір з боротьби 2000 (Мінськ)     | Азербайджан | вільна боротьба, до 54 кг | 12     |
| Олімпійський кваліфікаційний турнір з боротьби 2000 (Лейпциг)    | Азербайджан | вільна боротьба, до 54 кг | Срібло |
| Олімпійський кваліфікаційний турнір з боротьби 2000 (Токіо)      | Азербайджан | вільна боротьба, до 54 кг | Срібло |
| Олімпійський кваліфікаційний турнір з боротьби 2004 (Братислава) | Азербайджан | вільна боротьба, до 55 кг | 4      |
| Гран-прі Німеччини з боротьби 2004                               | Азербайджан | вільна боротьба, до 55 кг | Срібло |
| Гран-прі Німеччини з боротьби 2007                               | Азербайджан | вільна боротьба, до 55 кг | Бронза |
| Золотий Гран-прі з боротьби 2008                                 | Азербайджан | вільна боротьба, до 55 кг | Срібло |

### Виступи на змаганнях молодших вікових груп
| Змагання                                     | Збірна | Вагова категорія          | Місце  |
| -------------------------------------------- | ------ | ------------------------- | ------ |
| Чемпіонат світу з боротьби серед молоді 1991 | СРСР   | вільна боротьба, до 48 кг | Бронза |

## Державні нагороди

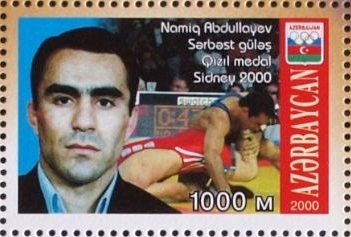
Азербайджанська поштова марка 2001 року, присвячена Наміку Абдуллаєву

1995 — нагороджений медаллю «Тараггі» («Прогрес»).
2000 — нагороджений орденом Слави.